# Кайл Портер
Кайл Портер (англ. Kyle Porter, нар. 19 січня 1990, Торонто) — канадський футболіст, що грав на позиції нападника. По завершенні ігрової кар'єри — тренер. Виступав за низку канадських і закордонних клубів, а також національну збірну Канади.

## Клубна кар'єра
Кайл Портер народився 1990 року в місті Торонто. Займався в юнацьких командах футбольних клубів «Міссіссауга Фолконс» та «Ванкувер Вайткепс». У 2008 році футболіст дебютував за другу команду «Ванкувер Вайткепс», в якій того року взяв участь у 10 матчах чемпіонату. У 2008—2010 роках Портер грав у оренді в другій команді німецького клубу «Енергі», після чого повернувся до Канади, де грав у «Ванкувер Вайткепс».
У 2011 році футболіст перейшов до канадського клубу Північноамериканської футбольної ліги «Едмонтон», у якому грав до кінця 2012 року. У 2013 році Портер став гравцем американської команди Major League Soccer «Ді Сі Юнайтед», у складі якої цього року став володарем Відкритого кубка США. Наступного року керівництво вашингтонського клубу відправило канадця в оренду до клубу USL «Річмонд Кікерз». У 2015 році Портер став гравцем клубу Північноамериканської футбольної ліги «Атланта Сільвербекс», а в 2016 році грав у канадському клубі"Оттава Ф'юрі". У 2017 році канадський нападник грав у американському клубі USL «Тампа-Бей Роудіс», після чого повернувся до «Оттава Ф'юрі».
У 2019 році Кайл Портер став гравцем команди Прем'єр-ліги Канади «Йорк Юнайтед», у якій грав до 2020 року. У 2021 році футболіст удруге за кар'єру став гравцем клубу «Едмонтон». У 2022 році нападник перейшов до клубу «Блу Девілс», а з 2023 року грає в складі клубу «Скропоссі».

## Виступи за збірні
У 2006 році Кайл Портер дебютував у складі юнацької збірної Канади, загалом на юнацькому рівні взяв участь у 6 іграх.
У 2009 році футболіст залучався до складу молодіжної збірної Канади. На молодіжному рівні зіграв у 4 офіційних матчах.
У 2013 року Кайл Портер дебютував у складі національної збірної Канади. У складі збірної був учасником розіграшу Золотого кубка КОНКАКАФ 2013 року. Загалом протягом кар'єри в національній команді, в якій футболіст грав до 2015 року, провів у її формі 7 матчів, у яких забитими м'ячами не відзначився.

## Кар'єра тренера
У 2020—2021 роках Кайл Портер працював тренером юнацької команди клубу «Блу Девілс».

## Титули і досягнення
- Переможець Відкритого кубка США (1):

«Ді Сі Юнайтед»: 2013